# Filexilia pestae
Filexilia pestae är en kräftdjursart som först beskrevs av Petkovski 1955.  Filexilia pestae ingår i släktet Filexilia och familjen Ameiridae. Inga underarter finns listade i Catalogue of Life.